# Spojené státy americké na Letních olympijských hrách 2020
Spojené státy americké na Letních olympijských hrách v roce 2020 v japonském Tokiu reprezentovalo 613 sportovců v 35 sportech. Američtí reprezentanti vybojovali 113 medailí, z toho 39 zlatých, 41 stříbrných a 33 bronzových. 

## Medailisté
| Medaile | Jméno sportovce | Sport                | Disciplína                             | Datum        |
| ------- | --- | -------------------- | -------------------------------------- | ------------ |
| Zlato   | Lee Kieferová | Šerm                 | Ženy fleret - jednotlivci              | 25. červenec |
| Zlato   | Will Shaner | Sportovní střelba    | Muži 10 m vzduchová puška              | 25. červenec |
| Zlato   | Chase Kalisz | Plavání              | Muži 400 m polohový závod              | 25. červenec |
| Zlato   | Anastasija Zolotičová | Taekwondo            | Ženy 57 kg                             | 25. červenec |
| Zlato   | Zach Apple Bowe Becker Brooks Curry Caeleb Dressel Blake Pieroni | Plavání              | Muži 4 x 100 m štafeta volný způsob    | 26. červenec |
| Zlato   | Vincent Hancock | Sportovní střelba    | Muži skeet                             | 26. červenec |
| Zlato   | Amber Englishová | Sportovní střelba    | Ženy skeet                             | 26. červenec |
| Zlato   | Carissa Mooreová | Surfing              | Ženy surfing                           | 27. červenec |
| Zlato   | Lydia Jacobyová | Plavání              | Ženy 100 m prsa                        | 27. červenec |
| Zlato   | - Stefanie Dolsonová - Allisha Grayová - Kelsey Plumová - Jackie Youngová | Basketbal            | Ženy 3x3 turnaj                        | 28. červenec |
| Zlato   | Katie Ledecká | Plavání              | Ženy 1500 m volný způsob               | 28. červenec |
| Zlato   | Sunisa Leeová | Sportovní gymnastika | Ženy víceboj jednotlivci               | 29. červenec |
| Zlato   | Caeleb Dressel | Plavání              | Muži 100 m volný způsob                | 29. červenec |
| Zlato   | Robert Finke | Plavání              | Muži 800 m volný způsob                | 29. červenec |
| Zlato   | Caeleb Dressel | Plavání              | Muži 100 m motýlek                     | 31. červenec |
| Zlato   | Katie Ledecká | Plavání              | Ženy 800 m volný způsob                | 31. červenec |
| Zlato   | Xander Schauffele | Golf                 | Muži                                   | 1. srpen     |
| Zlato   | Caeleb Dressel | Plavání              | Muži 50 m volný způsob                 | 1. srpen     |
| Zlato   | Robert Finke | Plavání              | Muži 1500 m volný způsob               | 1. srpen     |
| Zlato   | Michael Andrew Zach Apple Hunter Armstrong Caeleb Dressel Ryan Murphy Blake Pieroni Tom Shields Andrew Wilson | Plavání              | Muži 4 x 100 m polohový závod štafeta  | 1. srpen     |
| Zlato   | Valerie Allmanová | Atletika             | Ženy hod diskem                        | 2. srpen     |
| Zlato   | Jade Careyová | Sportovní gymnastika | Ženy prostná                           | 2. srpen     |
| Zlato   | Athing Muová | Atletika             | Ženy 800 m                             | 3. srpen     |
| Zlato   | Tamyra Mensah Stocková | Zápas                | Ženy 68 kg volný styl                  | 3. srpen     |
| Zlato   | Sydney McLaughlinová | Atletika             | Ženy 400 m překážek                    | 4. srpen     |
| Zlato   | Ryan Crouser | Atletika             | Muži vrh koulí                         | 5. srpen     |
| Zlato   | Katie Nageotteová | Atletika             | Ženy skok o tyči                       | 5. srpen     |
| Zlato   | Nevin Harrisonová | Kanoistika           | Ženy C-1 200 m                         | 5. srpen     |
| Zlato   | David Taylor | Zápas                | Muži 86 kg volný styl                  | 5. srpen     |
| Zlato   | April Rossová Alix Klinemanová | Voleyball            | Ženy beachvolejbal                     | 6. srpen     |
| Zlato   | Gable Steveson | Zápas                | Muži 125 kg volný styl                 | 6. srpen     |
| Zlato   | Rai Benjamin Michael Cherry Bryce Deadmon Michael Norman Vernon Norwood* Randolph Ross* Trevor Stewart* | Atletika             | Muži 4 x 400 m štafeta                 | 7. srpen     |
| Zlato   | Kendall Ellisová* Allyson Felixová Lynna Irbyová* Wadeline Jonathasová* Sydney McLaughlinová Athing Muová Dalilah Muhammadová Kaylin Whitneyová* | Atletika             | Ženy 4 x 400 m štafeta                 | 7. srpen     |
| Zlato   | Americká basketbalová reprezentace mužů - Bam Adebayo - Devin Booker - Kevin Durant - Jerami Grant - Draymond Green - Jrue Holiday - Keldon Johnson - Zach LaVine - Damian Lillard - JaVale McGee - Khris Middelton - Jayson Tatum | Basketbal            | Muži 5x5                               | 7. srpen     |
| Zlato   | Nelly Kordová | Golf                 | Ženy                                   | 7. srpen     |
| Zlato   | - Ashleigh Johnsonová (b) - Maddie Musselmano - Melissa Seidemannová - Rachel Fattalová - Paige Hauschildová - Maggie Steffensová (c) - Stephania Haralabidisová - Jamie Neushulová - Aria Fischerová - Kaleigh Gilchristová - Makenzie Fischerová - Alys Williamsová - Amanda Longanová (b) | Vodní polo           | Ženy                                   | 7. srpen     |
| Zlato   | Americká basketbalová reprezentace žen - Ariel Atkinsová - Sue Birdová - Tina Charlesová - Napheesa Collierová - Skylar Diggins-Smithová - Sylvia Fowlesová - Chelsea Grayová - Brittney Grinerová - Jewell Loydová - Breanna Stewartová - Diana Taurasiová - A'ja Wilsonová | Basketbal            | Ženy 5x5                               | 8. srpen     |
| Zlato   | Jennifer Valenteová | Cyklistika           | Ženy Omnium (cyklistický víceboj)      | 8. srpen     |
| Zlato   | - Micha Hancocková - Jordyn Poulterová - Justine Wong-Orantesová - Jordan Larsonová (c) - Annie Drewsová - Jordan Thompsonová - Michelle Bartsch-Hackleyová - Kimberly Hillová - Foluke Akinradewo - Haleigh Washingtonová - Kelsey Robinsonová - Chiaka Ogboguová | Volejbal             | Ženy                                   | 8. srpen     |
| Stříbro | Jay Litherland | Plavání              | Muži 400 m jednotlivci polohový závod  | 25. červenec |
| Stříbro | Emma Weyantová | Plavání              | Ženy 400 m jednotlivci polohový závod  | 25. červenec |
| Stříbro | Katie Ledecká | Plavání              | Ženy 400 m jednotlivci volný způsob    | 26. červenec |
| Stříbro | Jessica Parrattová Delaney Schnellová | Skoky do vody        | Ženy 10 m synchronizovaný skok z věže  | 27. červenec |
| Stříbro | Adrienne Lyleová Steffen Peters Sabine Schut-Keryová | Jezdectví            | Družstevní drezura                     | 27. červenec |
| Stříbro | Simone Bilesová Jordan Chilesová Sunisa Leeová Grace McCallumová | Sportovní gymnastika | Ženy víceboj - družstva                | 27. červenec |
| Stříbro | Lucas Kozeniesky Mary Tuckerová | Sportovní střelba    | Smíšené týmy 10 m vzduchová pistole    | 27. červenec |
| Stříbro | - Monica Abbottová - Ali Aguilarová - Valerie Ariotová - Ally Cardaová - Amanda Chidesterová - Rachel Garciaová - Haylie McCleneyová - Aubree Munrová - Michelle Moultrieová - Dejah Mulipolahová - Bubba Nicklesová - Cat Ostermanová - Delaney Spauldingová - Kelsey Stewartová - Janie Reedová | Softbal              | Ženy                                   | 27. červenec |
| Stříbro | Andrew Capobianco Michael Hixon | Skoky do vody        | Muži synchronizované skoky z prkna 3 m | 28. červenec |
| Stříbro | Erica Sullivanová | Plavání              | Ženy 1500 m jednotlivci volný způsob   | 28. červenec |
| Stříbro | Alex Walshová | Plavání              | Ženy 200 m jednotlivci polohový závod  | 28. červenec |
| Stříbro | Kayle Browningová | Sportovní střelba    | Ženy trap                              | 29. červenec |
| Stříbro | Regan Smithová | Plavání              | Ženy 200 m jednotlivci motýlek         | 29. červenec |
| Stříbro | Brooke Fordeová* Paige Maddenová Katie McLaughlinová Katie Ledecká Allison Schmittová Bella Simsová* | Plavání              | Ženy 4 x 200 m volný způsob štafeta    | 29. červenec |
| Stříbro | Ryan Murphy | Plavání              | Muži 200 m jednotlivci znak            | 30. červenec |
| Stříbro | Lilly Kingová | Plavání              | Ženy 200 m jednotlivci znak            | 30. červenec |
| Stříbro | Taylor Knibbová Kevin McDowell Morgan Pearson Katie Zaferesová | Triatlon             | Smíšená štafeta                        | 31. červenec |
| Stříbro | Fred Kerley | Atletika             | Muži 100 m                             | 1. srpen     |
| Stříbro | Raven Saundersová | Atletika             | Ženy vrh koulí                         | 1. srpen     |
| Stříbro | Hannah Robertsová | Cyklistika           | Ženy BMX volný styl                    | 1. srpen     |
| Stříbro | MyKayla Skinnerová | Sportovní gymnastika | Ženy přeskok                           | 1. srpen     |
| Stříbro | Erika Brownová* Claire Curzanová* Torri Huskeová Lydia Jacobyová Lilly Kingová* Regan Smithová Abbey Weitzeilová Rhyan Whiteová | Plavání              | Ženy 4 x 100 m polohový závod štafeta  | 1. srpen     |
| Stříbro | Katherine Nyeová | Vzpírání             | Ženy 76 kg                             | 1. srpen     |
| Stříbro | Kendra Harrisonová | Atletika             | Ženy 100 m překážek                    | 2. srpen     |
| Stříbro | Adeline Grayová | Zápas                | Ženy volný styl 76 kg                  | 2. srpen     |
| Stříbro | Rai Benjamin | Atletika             | Muži 400 m překážek                    | 3. srpen     |
| Stříbro | Chris Nilsen | Atletika             | Muži skok o tyči                       | 3. srpen     |
| Stříbro | Brittney Reeseová | Atletika             | Ženy skok daleký                       | 3. srpen     |
| Stříbro | Kenny Bednarek | Atletika             | Muži 200 m                             | 4. srpen     |
| Stříbro | Dalilah Muhammadová | Atletika             | Ženy 400 m překážek                    | 4. srpen     |
| Stříbro | Courtney Frerichsová | Atletika             | Ženy 3000 m překážek                   | 4. srpen     |
| Stříbro | Grant Holloway | Atletika             | Muži 110 m překážek                    | 5. srpen     |
| Stříbro | Joe Kovacs | Atletika             | Muži vrh koulí                         | 5. srpen     |
| Stříbro | Duke Ragan | Box                  | Muži pérová váha                       | 5. srpen     |
| Stříbro | Nathaniel Coleman | Sportovní lezení     | Muži                                   | 5. srpen     |
| Stříbro | Teahna Danielsová English Gardnerová* Aleia Hobbsová* Javianne Oliverová Jenna Prandiniová Gabrielle Thomasová | Atletika             | Ženy 4 x 100 m štafeta                 | 6. srpen     |
| Stříbro | - Nick Allen - Eddy Alvarez - Tyler Austin - Shane Baz - Triston Casas - Anthony Carter - Brandon Dickson - Tim Federowicz - Eric Filia - Todd Frazier - Anthony Gose - Edwin Jackson - Scott Kazimir - Patrick Kivlehan - Mark Kolozsvary - Jack López - Nick Martinez - Scott McGough - David Robertson - Joe Ryan - Ryder Ryan - Simeon Woods Richardson - Bubba Starling - Jamie Westbrook                                                                         | Baseball             | Muži                                   | 7. srpen     |
| Stříbro | Laura Krautová Jessica Springsteenová McLain Ward | Jezdectví            | Družstevní parkurové skákání           | 7. srpen     |
| Stříbro | Kyle Snyder | Zápas                | Muži volný styl 97 kg                  | 7. srpen     |
| Stříbro | Keyshawn Davis | Box                  | Muži lehká váha                        | 8. srpen     |
| Stříbro | Richard Torrez | Box                  | Muži supertěžká váha                   | 8. srpen     |
| Bronz   | Jagger Eaton | Skateboarding        | Muži ulice                             | 25. červenec |
| Bronz   | Kieran Smith | Plavání              | Muži 400 m volný styl                  | 25. červenec |
| Bronz   | Hali Flickingerová | Plavání              | Ženy 400 m jednotlivci polohový závod  | 25. červenec |
| Bronz   | Erika Brownová Catie DeLoofová* Natalie Hindsová Simone Manuelová Allison Schmittová* Olivia Smoligaová Abbey Weitzeilová | Plavání              | Ženy 4 x 100 m volný způsob štafeta    | 25. červenec |
| Bronz   | Ryan Murphy | Plavání              | Muži 100 m znak                        | 27. červenec |
| Bronz   | Regan Smithová | Plavání              | Ženy 100 m znak                        | 27. červenec |
| Bronz   | Lilly Kingová | Plavání              | Ženy 100 m prsa                        | 27. červenec |
| Bronz   | Katie Zaferesová | Triatlon             | Ženy                                   | 27. červenec |
| Bronz   | Kate Douglassová | Plavání              | Ženy 200 m jednotlivci polohový závod  | 28. červenec |
| Bronz   | Hali Flickingerová | Plavání              | Ženy 200 m motýlek                     | 29. červenec |
| Bronz   | Annie Lazorová | Plavání              | Ženy 200 m prsa                        | 30. červenec |
| Bronz   | Bryce Deadmon Kendall Ellisová Elija Godwin Lynna Irbyová* Taylor Mansonová *Vernon Norwood Trevor Stewart Kaylin Whitneyová | Atletika             | Smíšená štafeta 4 x 400 m              | 31. červenec |
| Bronz   | Brian Burrows Madelynn Bernauová | Sportovní střelba    | Trap mix                               | 31. červenec |
| Bronz   | Krysta Palmerová | Skoky do vody        | Ženy prkno 3 m                         | 1. srpen     |
| Bronz   | Race Imboden Nick Itkin Alexander Massialas Gerek Meinhardt | Šerm                 | Muži fleret družstvo                   | 1. srpen     |
| Bronz   | Sunisa Leeová | Sportovní gymnastika | Ženy bradla                            | 1. srpen     |
| Bronz   | Sarah Roblesová | Vzpírání             | Ženy +87 kg                            | 2. srpen     |
| Bronz   | Gabrielle Thomasová | Atletika             | Ženy 200 m                             | 3. srpen     |
| Bronz   | Raevyn Rogersová | Atletika             | Ženy 800 m                             | 3. srpen     |
| Bronz   | Chloé Dygertová Megan Jastrabová Emma Whiteová Lily Williamsová* | Cyklistika           | Ženy stíhací závod družstev            | 3. srpen     |
| Bronz   | Simone Bilesová | Sportovní gymnastika | Ženy kladina                           | 3. srpen     |
| Bronz   | Noah Lyles | Atletika             | Muži 200 m                             | 4. srpen     |
| Bronz   | Oshae Jones | Box                  | Ženy velterová váha                    | 4. srpen     |
| Bronz   | Americká fotbalová reprezentace žen - Jane Campbellová - Abby Dahlkemperová - Tierna Davidsonová - Crystal Dunnová - Julie Ertzová - Adrianna Franchová - Tobin Heathová - Lindsey Horanová - Casey Kruegerová - Rose Lavelleová - Carli Lloydová - Catarina Macariová - Kristie Mewisová - Sam Mewisová - Alex Morganová - Alyssa Naeherová - Kelley O'Haraová - Christen Pressová - Megan Rapinoeová - Becky Sauerbrunnová (c) - Emily Sonnettová - Lynn Williamsová | Fotbal               | Ženy                                   | 5. srpen     |
| Bronz   | Cory Juneau | Skateboarding        | Muži park                              | 5. srpen     |
| Bronz   | Thomas Gilman | Zápas                | Muži volný styl 57 kg                  | 5. srpen     |
| Bronz   | Helen Maroulisová | Zápas                | Ženy volný styl 57 kg                  | 5. srpen     |
| Bronz   | Paul Chelimo | Atletika             | Muži 5000 m                            | 6. srpen     |
| Bronz   | Allyson Felixová | Atletika             | Ženy 400 m                             | 6. srpen     |
| Bronz   | Ariel Torres | Karate               | Muži kata                              | 6. srpen     |
| Bronz   | Kyle Dake | Zápas                | Muži volný styl 74 kg                  | 6. srpen     |
| Bronz   | Molly Seidelová | Atletika             | Ženy maraton                           | 7. srpen     |
| Bronz   | Sarah Hildebrandtová | Zápas                | Muži volný styl 50 kg                  | 7. srpen     |

Vysvětlivky
* – olympionik se nezúčastnil finále